# Автошлях О 020103
Автошля́х О 020103 — автомобільний шлях довжиною 10,3 км, обласна дорога місцевого значення в Вінницькій області. Пролягає по Барському та Жмеринському районах від міста Бар до села Гармаки.